# Interleuchina 36
L'interleuchina 36 (o IL-36) è una citochina facente parte della superfamiglia interleuchinica IL-1, scoperta negli anni 2000. Le quattro isoforme di IL-36 conosciute sono state rinominate diverse volte; inizialmente, essere erano denominate IL-1F6, IL-1F8, IL-1F9 e IL-1F5. Alcuni anni dopo la scoperta di queste proteine, si riuscì a individuare le funzioni biochimiche da esse assolte; in base a ciò, esse vennero identificate come antagoniste, rispettivamente, dei recettori IL-36α, IL-36β, IL-36γ e IL-36 (Ra). Se le isoforme IL-36α, IL-36β e IL-36γ agiscono legandosi a recettori coinvolti nella genesi e nel mantenimento dei processi infiammatori, l'isoforma IL-36 Ra agisce come mediatore con funzione antinfiammatoria.
Tutte le citochine IL-36 sono codificate da geni posizionati molto vicini gli uni agli altri sul cromosoma 2 degli esseri umani; nello stesso locus genico sono presenti anche i geni deputati alla codifica della maggior parte della altre interleuchine facenti parte della superfamiglia IL-1. È sempre meglio documentata l'associazione tra l'interleuchina 36 e la patogenesi di varie malattie infiammatorie, come le malattie infiammatorie croniche intestinali, l'artrite reumatoide, l'artrite psoriasica e diverse patologie infiammatorie o infezioni della cute. Tra le malattie cutanee nelle quali l'interleuchina 36 risulta essere un biomarcatore specifico, quella in cui questa proteina svolge il ruolo più importante è la psoriasi.
Lo spesolimab è un anticorpo monoclonale umanizzato che ha per target, in terapia mirata, il recettore dell'interleuchina 36 e che sembra efficace nel trattamento di alcune forme di psoriasi, in particolare la psoriasi pustolosa generalizzata.